# Яріслей Сілва
Яріслей Сілва  (ісп. Yarisley Silva, 1 червня 1987) — кубинська легкоатлетка, олімпійська медалістка.

## Виступи на Олімпіадах
| Олімпіада   | Дисципліна         | Місце              |
| ----------- | ------------------ | ------------------ |
| Пекін 2008  | стрибки з жердиною | =27 (кваліфікація) |
| Лондон 2012 | стрибки з жердиною | 2                  |
| Ріо 2016    | стрибки з жердиною | 7                  |